# David Toub
David Toub (* 7. Januar 1961 in Newark, New Jersey) ist ein US-amerikanischer Komponist.

## Leben
Toub hatte in seiner Jugend Violinunterricht und begann während der Zeit an der Junior High School in Millburn zu komponieren. Er besuchte von 1975 bis 1979 Kompositionskurse am Mannes College of Music und an der Pre-College Division der Juilliard School.
Seine Anfänge lagen in der Zwölftonmusik. Four Landscapes for Six Instruments wurde beim Symphony Space 1980 in New York vom Ensemble North/South Consonance uraufgeführt. Toub kam später zu Kompositionen im Stil des (Post)Minimalismus. Objects für Marimba, Klavier und elektronische Orgel wurde beim Sequenza-21-Konzert 2006 von Hugh Sung, Daniel Beliavsky und Bill Solomon in der Elebash Hall der City University of New York uraufgeführt. Toubs Musik wurde aufgeführt vom Diverse Instrument Ensemble, den Schlagzeugern Bill Solomon und Mike Lunoe, dem San Diego New Music / NOISE Ensemble, den Pianisten Stéphane Ginsburgh und Nicolas Horvath, dem russischen Cellisten Maxim Zolotarenko, dem Ensemble University of Tennessee at Martin Contemporary Music Group/Stephen Downing, dem Duo Minimal und der japanischen Geigerin Yuka Matsumoto. Mehrere Werke wurden kommerziell aufgenommen, darunter drei Alben des Labels OgreOgress. 2015 wurde Ataraxia, ein Album mit zwei Klavierwerken (quartet for piano, for four), von Stéphane Ginsburgh für das Label Maria de Alvear World Edition aus Köln aufgenommen.
Toub erhielt AB- und MD-Abschlüsse von der University of Chicago und erwarb einen MBA mit Schwerpunkt Managementinformationssysteme an der Drexel University. Toub ist Fellow des American College of Obstetricians and Gynecologists und Diplomat des American Board of Obstetrics and Gynecology. Von 2008 bis 2025 war er der Medical Director und Executive Vice President, Medical Affairs bei Gynesonics, einer Medizinprodukt-Firma in Kalifornien. Daneben wirkte der ausgebildete Mediziner in Philadelphia mehrere Jahre als medizinischer Direktor von Planned Parenthood, war im Vorstand der American Civil Liberties Union und ehrenamtlicher Helfer der ActionAIDS.

## Werke
- four landscapes for Six Instruments, 1978–1979
- oblivions für Chor, 1979
- ineffabilities für Klavier, 1980–1981
- improvisational study No.1 (shingon mándaras) für Klavier, 1981–1982
- canonical ensembles, für Altflöte, Bassklarinette, Altsaxophon, Klavier, Violine, Violoncello, Kontrabass, 1983–1984
- textbook: music of solitary landscapes in hyperspace (piece for IPS) für Klavier und zwei Kontrabässe, 1984–1987
- vector music for edward hopper für Klavier, 1988–1989
- two sets für Streichquintett, 1990–1991
- digitals für Streichorchester, 1992–1993
- cantorials für Streichorchester und elektronische Orgel, 1994–1995
- brass piece for arielle victoria für drei Trompeten, zwei Bassposaunen und Tuba, 1996–1997
- streams of consciousness für Streichorchester, 1997–1998
- objects für Marimba, Klavier und elektronische Orgel, 1999
- piece #2 for electronic organ, 1999–2000
- quadratics für Chor, 2000
- piece #3 for electronic organ, 2001
- piece #1 for electronic organ, 2002–2004
- mf für Streichquartett, 2004
- five notes for christina fong für Streichquintett, 2004
- for roger copland für Altflöte, 2005
- apophenia für Streichquartett, 2006
- this piece intentionally left blank für Tastatur (oder eine beliebige Gruppe von Instrumenten), 2006
- darfur pogrommen, für offene Instrumentation, 2007
- ushabti für Violine und Klavier, 2007–2008
- <10’, für offene Instrumentation, 2008
- bs piece für sechs Marimbas, 2008
- piece for rebecca für Keyboard, 2009
- two rhythmic spaces für zwei Perkussionisten, 2009
- two improvisations for synthesizer, 2009
- zichron (in memory of bisan, maye, aya and nur abu al-aish) für Saxophonquartett, 2009
- torture memos (a survivor from guantánamo) für Sopran, Mezzosopran, Flöte, Bassklarinette, Marimba, elektrischen Bass, Violine, Cello und Klavier, 2009
- 4/4 for Electronic Organ, 2010
- dharmachakramudra für Vibraphon, Viola und Cello, 2010
- piece for electronic organ and bongo drums, 2010
- quartet for piano, 2010
- four strings für Violine, 2010
- hevron-deir yassin, für offene Instrumentation, 2011
- I-IV-V-I für Violine, Cello und Vibraphon, 2011
- music for cello, 2011
- piece for contrabass, 2011
- piece for keyboard and another instrument, 2012
- flutes and trombone, 2012
- two voices, für Tastatur oder zwei beliebige Instrumente, 2012
- for four, für Klavier oder vier Instrumente, 2012
- brasstet, 2013
- tbd für Klavier, 2013
- 300, für Flöte und Bassklarinette, 2013
- unfinished work for allan cronin für Klavier, 2013
- 12, für offene Instrumentation, 2013
- music for viola, Bratsche, 2013
- for ruth first, zwei Klaviere, 2014
- flute loops, Flötenschleifen Flöte solo + voraufgezeichnete Flöten, 2014
- air waves, Blechbläserquintett und Synthesizer, 2014
- voices and organ, Chor (SATB) und Orgel, 2014
- focused music, Klavier, 2015–2016
- untitled 1, für offene Instrumentation, 2016
- dystopia, 2 Flöten, 2 Bassklarinetten, Farfisa-Orgel, 2017
- jk (bad canon for four violins), vier Geigen, 2017
- sonance, Geige, Cello, Klavier, 2017
- quiet noise, Geige und Cello, 2017
- variation, Waldhorn und Klavier, 2018
- subversives, für Streichquartett, 2018
- improvisation-december 2018, für Klavier, 2018
- piano loops, vier Klaviere, 2018
- improvisation july 2019, für Klavier, 2019
- cello quartet, vier Celli, 2019
- improvisation april 2020, für Klavier, 2020
- gendarme de la libertad, Sprecher (oder sprechender Pianist) + Klavier, 2020
- duophony, für offene Instrumentation, 2020
- consonance/dissidence, für Streichquartett, 2021
- days of rage, für Streichorchester, 2021
- six, für offene Instrumentation, 2021
- improvisation november 2021, für Klavier, 2021
- loud silence, für zwei Violinen und Bratsche, 2022
- unrest, für Klavier, 2022
- revolutionsdenkmal, für Altflöte, Bassklarinette, Altsaxophon, Klavier, Violine, Violoncello, Kontrabass, 2023
- arpeggiator, für Klavier und Dual-Arpeggiatoren, 2023
- uprising, für Klavier und Streichorchester, 2023
- four staves, für offene Instrumentation, 2024
- verbigeration, für Klavier, 2024
- khurbn, für zwei Violinen, 2024
- impermanence, für Klavier, 2024
- time lapsing, für Vibraphon, Marimba und Klavier, 2025
- the decline and fall of american democracy, für Bassgitarre und Farfisa, 2025
- three staves, für offene Instrumentation, 2025
- installation, für Trompete, Horn, Tuba, 2025